# トラのアムールとヤギのチムール

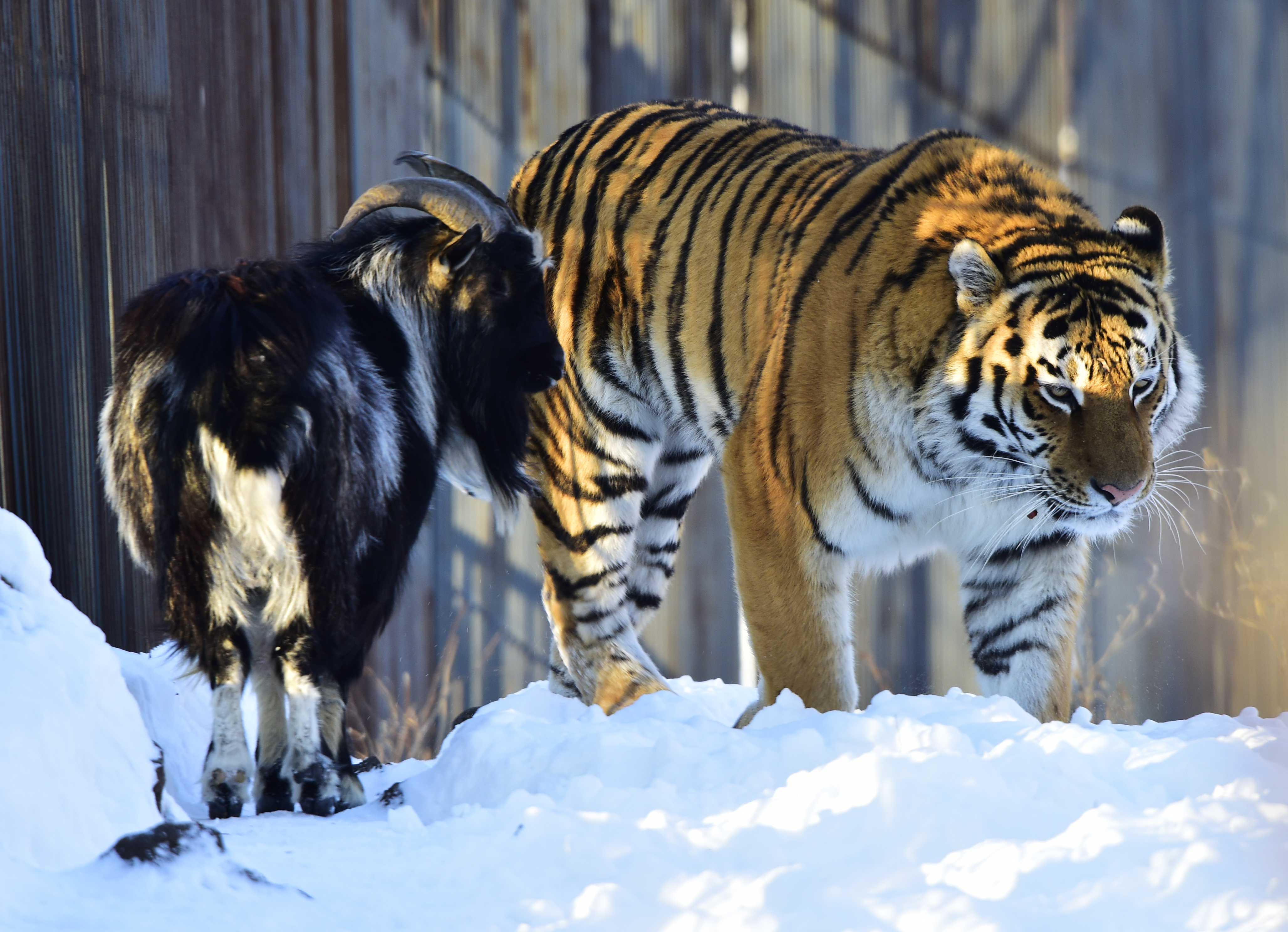
チムール（左）とアムール（右）

トラのアムールとヤギのチムール(ロシア語: Амур и Тимур)は、ロシア沿海地方のウラジオストクにあるサファリパークで飼育されていた、トラとヤギである。
トラのアムール（オス）には、本能を維持するために毎週2回、ヤギやウサギなどが生き餌が与えられていた。2015年11月にヤギを「昼ごはん」として囲いの中に入れたところ、このヤギはアムールを恐れるどころか立ち向かい、アムールに対して攻撃を加えてその寝床を奪うほどになった。しかたなく、アムールは小屋の屋根で夜をすごすようになった。この結果、アムールはこのヤギを食べるのをやめ、両者は仲良くなった。
まもなく両者は一緒に遊ぶほどに仲良くなった。チムールは、アムールを「ボス」とみなして後をついて回ったり、一緒に雪の中で遊ぶ姿もみられた。その後もトラには生き餌が与えられたが（ただし、ヤギは避けてウサギだけを与えるようになった）、ヤギのチムール（オス）を襲うことはなく、アムールがチムールに狩りの仕方を教えるような様子もあった。クリスマスには、アムールがチムールを真似て植物を食べる素振りもみせた。チムールの方もトラの姿が現れるまで朝食を食べないようになり、むしろトラがそばにいる時のほうが食欲が旺盛になるほどだった。
しかし約2ヶ月の共同生活のあと、両者は喧嘩をした。チムールはツノでアムールを小突きまわすようになった。アムールは1時間あまりに渡って我慢したが、とうとう怒り、チムールの襟首をつかんで坂から投げ落とした。チムールは背中に傷を負った。
その後、チムールは治療のために引き離され、4月の末にモスクワの全ロシア博覧センターにある獣医アカデミーへ移送された。7月にチムールが帰ってくると、アムールはその鳴き声をききつけて近づき、お互いに臭いを嗅ぎあって仲良くする素振りをみせたが、チムールは以前の健康を取り戻せなかった。
2019年11月、チムールが死亡した。死因は自然死とされる。